# Extranjero (álbum de Franco De Vita)
Extranjero es el título del cuarto álbum de estudio en solitario grabado por el cantautor ítalo-venezolano Franco De Vita. Fue lanzado al mercado bajo el sello discográfico Sony Discos el 29 de enero de 1991. Se vendieron más de un millón de unidades. Los temas más destacados fueron No basta, Latino, Será y Ya lo he vivido. 
El sencillo principal del álbum fue No basta ganó el Billboard Latino en 1991 manteniéndose como número 1 desde el 30 de marzo hasta el 10 de mayo de 1991. Quedó en el puesto número 8 en el Billboard de las mejores canciones del año en 1991. También el video musical de este tema ganó un MTV Video Music Award en la categoría International Viewer's Choice - MTV Internacional en 1991.

## Lista de canciones
- Todas las canciones escritas y compuestas por Franco De Vita, excepto donde se indica.

| Extranjero |                             |                               |          |  |
| N.º        | Título                      | Escritor(es)                  | Duración |  |
| 1.         | «Ella está loca por mí»     | Franco De Vita                | 3:41     |  |
| 2.         | «No basta»                  | Franco De Vita                | 4:35     |  |
| 3.         | «Latino»                    | Franco De Vita                | 4:32     |  |
| 4.         | «Será»                      | Franco De Vita                | 4:50     |  |
| 5.         | «Esto es América»           | Franco De Vita                | 5:02     |  |
| 6.         | «Sexo»                      | Franco De Vita · Pedro Guerra | 3:52     |  |
| 7.         | «Ya lo he vivido»           | Franco De Vita                | 3:42     |  |
| 8.         | «Nada que no me guste a mí» | Franco De Vita                | 3:41     |  |
| 9.         | «Ella es única»             | Franco De Vita                | 4:15     |  |
| 10.        | «Extranjero»                | Franco De Vita                | 6:12     |  |
| 38:45      |                             |                               |          |  |

- Datos: Q5422220